# Yo-kai Watch (videogioco)
Yo-kai Watch (妖怪ウォッチ?, Yōkai Wotchi) è un videogioco di ruolo pubblicato nel 2013 da Level-5 per Nintendo 3DS. Primo gioco della serie Yo-kai Watch, è basato sugli yōkai, creature della mitologia giapponese.
Il videogioco ha venduto oltre un milione di copie in Giappone. Nel 2015 Nintendo ha annunciato l'internazionalizzazione del gioco in seguito al successo dei videogiochi della serie che hanno superato le 7 milioni di vendite. Il videogioco ha generato un vasto franchise composto da sei manga e una serie televisiva anime.

## Trama
Il gioco inizia con il protagonista Nathan o con la protagonista Katie (a seconda della scelta effettuata all'inizio del gioco, tale scelta non influenzerà la trama ma cambierà comunque dei dettagli scenografici), al parco con gli amici Pier, Sandro (soprannominato "Sandrone") e Katie/Nathan (se si sceglie di giocare con Nathan, Katie sarà al parco come personaggio non giocante, se si sceglie Katie, Nathan sarà il personaggio non giocante), a caccia di insetti rari per un progetto estivo. Dopo aver mostrato la sua rarissima collezione di creature, Pier e Sandro cominceranno a prendere in giro scherzosamente il protagonista, dicendogli che non troverà mai un insetto raro. Il protagonista dunque tornerà a casa per prendere un retino per insetti, pronto ad andare a caccia di creaturine rare da mostrare agli amici. Dopo aver preso 3 insetti al parco e nelle zone intorno, Nathan/Katie si chiederà dove trovare insetti più rari, dato che lì se ne trovano solo di comuni. Il giocatore dovrà dunque recarsi a scuola per parlare con il custode per qualche consiglio. Il custode darà al giocatore dello sciroppo nero (per facilitare la cattura degli insetti) e dirà al protagonista di recarsi al Monte Selvoscura. Nathan/Katie dunque si recherà al Monte, dove troverà una macchinetta che dà palline con la ricompensa all'interno. Attratto da un'aura misteriosa, il giocatore userà una moneta per ottenere una pallina, che una volta aperta rivelerà Whisper, uno spiritello che afferma di essere uno Yo-Kai, ovvero una presenza che può influenzare i comportamenti di una persona, non potendo però essere vista dagli umani. Tuttavia, il giocatore potrà vederli perché dotato da Whisper di uno Yo-Kai Watch, un orologio in grado di rendere visibili gli Yo-Kai al possessore del congegno. Dopo aver ricevuto l'oggetto, il protagonista rinuncerà alla caccia agli insetti e proverà a cacciare Yo-Kai. Whisper metterà alla prova Katie/Nathan, mettendolo/a contro un Buhu, uno Yo-Kai portatore di sfortuna. Il protagonista scoprirà che una cicala catturata in precedenza era in realtà uno Yo-Kai di nome Cicalama, che andrà contro Buhu. Il giocatore dovrà combattere contro lo Yo-Kai nemico con la propria squadra di amici Yo-Kai (che possono essere reclutati casualmente dopo lo scontro, quando il nemico ti viene incontro. La probabilità di reclutamento può essere aumentata con il cibo preferito dello Yo-Kai da reclutare, o con gli Energiglobi, sbloccabili nel corso della storia principale). Dopo aver battuto Buhu, il giocatore otterrà l'amicizia dello Yo-Kai appena battuto e lo aggiungerà alla sua squadra. Nel corso della storia, divisa in capitoli, il giocatore scoprirà di più sugli Yo-Kai, reclutandone di nuovi e potenziando lo Yokai Watch per rilevarne di mai visti prima. Alla fine, nello Yo-Kai World, la casa di tutti gli spiritelli, ci sarà un vero cattivo da sconfiggere, il terribile Poliministro, che spodestò dal trono di re dello Yo-Kai World Enma Il Grande e sottomise tutti gli Yo-Kai di quel mondo (interessato inoltre alla distruzione degli umani e al dominio degli Yo-Kai su entrambi i mondi).

## Modalità di gioco
Il gioco presenta meccaniche molto simili alla serie di Pokémon, quali la creazione di una squadra di sei yokai, ottenibili attraverso i combattimenti oppure andando avanti nella storia. All'inizio avremo solamente uno yokai nella squadra (ovvero Jibanyan), ma man mano che si andrà avanti nella storia si otterranno sempre più yokai, fino ad avere una squadra di sei yokai.
oltre alle missioni della storia, ci saranno altri due tipi di missioni:
le missioni secondarie (bandiera blu) sono missioni che permettono di ottenere punti esperienza, che servono a far salire di livello gli yokai; equipaggiamento, oggetti da dare agli yokai per far aumentare le statistiche; e in alcuni casi, anche nuovi yokai;
i favori, che consistono nel portare un determinato numero di oggetti o nello sconfiggere un determinato numero di yokai per conto di una persona, in questo caso si possono ottenere punti esperienza e oggetti.
Il sistema di combattimento di Yo-kai Watch è a turni, anche se gli Yo-kai agiscono autonomamente se non per l'utilizzo di oggetti e abilità speciali. I giocatori schierano una squadra di sei Yo-kai, tre in prima linea e tre in riserva intercambiabili in ogni momento della battaglia facendo ruotare la griglia utilizzando il touchscreen. Durante le battaglie, ogni yo-kai interagisce con gli altri della tua squadra in modo differente in base alla propria tribù, due o tre Yo-kai della stessa tribù schierati in prima linea insieme miglioreranno diverse statistiche in base alla tribù di appartenenza.

## Personaggi
- Nathan Adams (Keita Amano) e Katie Forester (Fumika Kodama): i protagonisti del gioco, entrambi bambini di 11 anni. Il giocatore può decidere all'inizio del gioco se impersonare l'uno o l'altra e questa scelta renderà il secondo un personaggio secondario. Nathan Adams è un normale ragazzino che frequenta la scuola elementare, preso dai suoi impegni famigliari e scolastici la sua vita avrà un'ulteriore svolta durante le vacanze estive in cui incontrerà Whisper lo yo-kai valletto che gli farà dono dello Yo-kai watch uno speciale orologio che gli permetterà di vedere e combattere gli Yo-kai più insidiosi, grazie alla facoltà di poter usare le medaglie consegnategli dagli yo-kai divenuti suoi amici per invocarli in battaglia. Il suo Yo-kai watch è un orologio da polso bianco.
- Katie Forester: è una normale bambina delle scuole elementari la cui vita verrà però stravolta dall'incontro con Whisper che le farà dono di uno speciale orologio, lo Yo-kai watch che le permetterà di vedere e combattere gli altri yo-kai evocando gli Yo-kai che le sono diventati amici tramite le medagliette da loro donate e rimediando così ai guai da loro provocati. Il suo Yo-kai Watch è un orologio da taschino rosa.
- Whisper: uno Yo-kai simile ad un fantasma bianco e fluttuante, rinchiuso tempo a dietro da un monaco nel distributore di capsule ai piedi dell'albero sacro. Verrà liberato dal giocatore all'inizio del gioco e come ringraziamento gli farà dono dello Yo-kai watch e si metterà al suo servizio come valletto. Da quel momento in poi Whisper diviene il fedele valletto del protagonista seguendolo ovunque egli/ella vada e dispensando consigli utili sulla lotta agli yo-kai, i modi per farseli amici e dando informazioni sui diversi tipi Yo-kai che si incontreranno nel corso del gioco.
- Jibanyan: Yo-kai simile ad un gatto (un Nekomata) dalla pelliccia rossa, due code con due fiammelle azzurre e una fascia intorno allo stomaco, è uno dei primi Yo-kai con cui il giocatore fa amicizia, e viene trovato all'incrocio di una strada mentre cerca di abbattere senza successo i camion di passaggio. Divenne infatti uno Yo-kai quando, ancora in vita come un gatto normale, venne investito da un camion per salvare la sua padrona Amy ma la ragazza tuttavia gli disse freddamente: "non posso credere che tu ti sia fatto investire da un camion... patetico!". Dopo quel doloroso episodio cercò come Yo-kai di riavvicinarsi a Amy tentando di riuscire a battere i camion. Il protagonista del gioco commosso dalla sua storia gli offre tutto il suo appoggio e da quel momento Jibanyan diventa un suo intimo amico non solo quando viene evocato ma anche seguendolo nelle sue avventure. il suo attacco più potente è la "Furia zampettante" un'inarrestabile serie di colpi dati con le zampe anteriori. Dopo aver completato il gioco si può trovare altri Jibanyan nell' "Inferno infinito".
- Komasan: uno Yo-kai simile ad un Komainu (cane-leone) dalla pelliccia bianca, un fagotto da viaggio in spalla e due fiamme blu come sopracciglia., di carattere timido e insicuro viene incontrato durante la missione al cantiere abbandonato dove accompagnerà i protagonisti e in seguito a numerose peripezie (tra le quali la sconfitta del boss Blankon) diventerà loro amico. Può evolversi per diventare Crinikoma e dopo aver completato il gioco si possono trovare altri Komasan nell'Inferno infinito, ha un fratello di nome Komajiro simile a lui ma con la pelliccia marrone.
- Draghetto: Yo-kai simile a un piccolo drago cinese con una sfera di cristallo sopra la testa, viene incontrato dai protagonisti al tempio della retta via e che stringe amicizia con loro dopo aver fatto loro una richiesta. Seguirà i suoi nuovi amici nella missione dell'Ospedale abbandonato e grazie alla sua sfera di cristallo i protagonisti verranno per la prima volta a conoscenza dei piani di Poliministro.
- Velenotto: un potente Yo-kai della tribù degli sfuggenti simile ad un ragazzo vestito con gli abiti del Giappone antico e una sciarpa dalle fattezze di due serpenti. Appare molte volte all'inizio del gioco dove aiuta il giocatore in due occasioni, la prima dando il colpo di grazia al boss Trisalamandra e la seconda facendolo fuggire dal terrore onirico e da Koross per poi subito sparire senza rivelare la sua identità. Quando il protagonista giunge nel mondo degli Yo-kai si rivelerà essere uno degli Yo-kai che guida la resistenza contro Poliministro e suoi seguaci, inizialmente appare scettico sulla forza del protagonista ma in seguito ad uno scontro con lui/lei cambierà idea e diventerà suo amico.
- Kyubi: Yo-kai potente della tribù dei misteriosi simile ad una volpe a nove code gialla, viene incontrato dai protagonisti prima della missione nel cantiere e viene ritenuto responsabile di una serie di incendi avvenuti nella città di Valdoro, quest'ultimo li invita allora nel cantiere abbandonato per rivelar loro dei segreti importanti, una volta giunti lì però i protagonisti vengono attaccati da Blankon e dopo averlo sconfitto scoprono che Kyubi non è il vero responsabile degli incendi e che li aveva attirati lì con lo scopo di fargli distruggere Blankon, il vero invasore del suo territorio a Valdoro. Di carattere arrogante e freddo tuttavia si scoprirà in seguito che, insieme a Velenotto, è uno dei maggiori sostenitori della resistenza contro Poliministro e aiuterà alla fine del gioco i protagonisti a fermare l'invasione degli Yo-kai malvagi. Per farci amicizia è necessario compiere una serie di richieste da lui fatte e affrontarlo in uno scontro dopo aver concluso la trama principale.
- Poliministro: Malvagio Yo-kai umanoide con le fattezze di un calamaro bianco e l'antagonista principale del gioco. Prima degli eventi narrati egli si oppose alle decisioni del precedente re del mondo degli Yo-kai, il re Enma, di concentrare i loro sforzi per far avvicinare umani e Yo-kai sempre di più, in quanto convinto che gli Yo-kai fossero superiori agli umani e che dovessero essere schiavizzati. Dopo la morte del re egli fondò un suo partito politico radunando dietro a sé un gran numero di seguaci tra gli Yo-kai con l'intanto di attaccare il mondo umano e governare sia questo che il mondo degli Yo-kai. Tuttavia i suoi piani verranno ostacolati sia dagli Yo-kai che desiderano vivere in pace con gli umani sia dal possessore dello Yo-kai watch, unico strumento al mondo in grado di unire umani e Yo-kai.